# هیوستن (آلاباما)
هیوستن (به انگلیسی: Houston) یک منطقهٔ مسکونی در ایالات متحده آمریکا است که در شهرستان وینستون، آلاباما واقع شده‌است. هیوستن ۲۳۱٫۹۶ متر بالاتر از سطح دریا واقع شده‌است.